# دانيال إف. والش
دانيال إف. والش (بالإنجليزية: Daniel F. Walsh)‏ هو كاهن كاثوليكي أمريكي، ولد في 2 أكتوبر 1937 في سان فرانسيسكو في الولايات المتحدة.